# Fernando Bellver

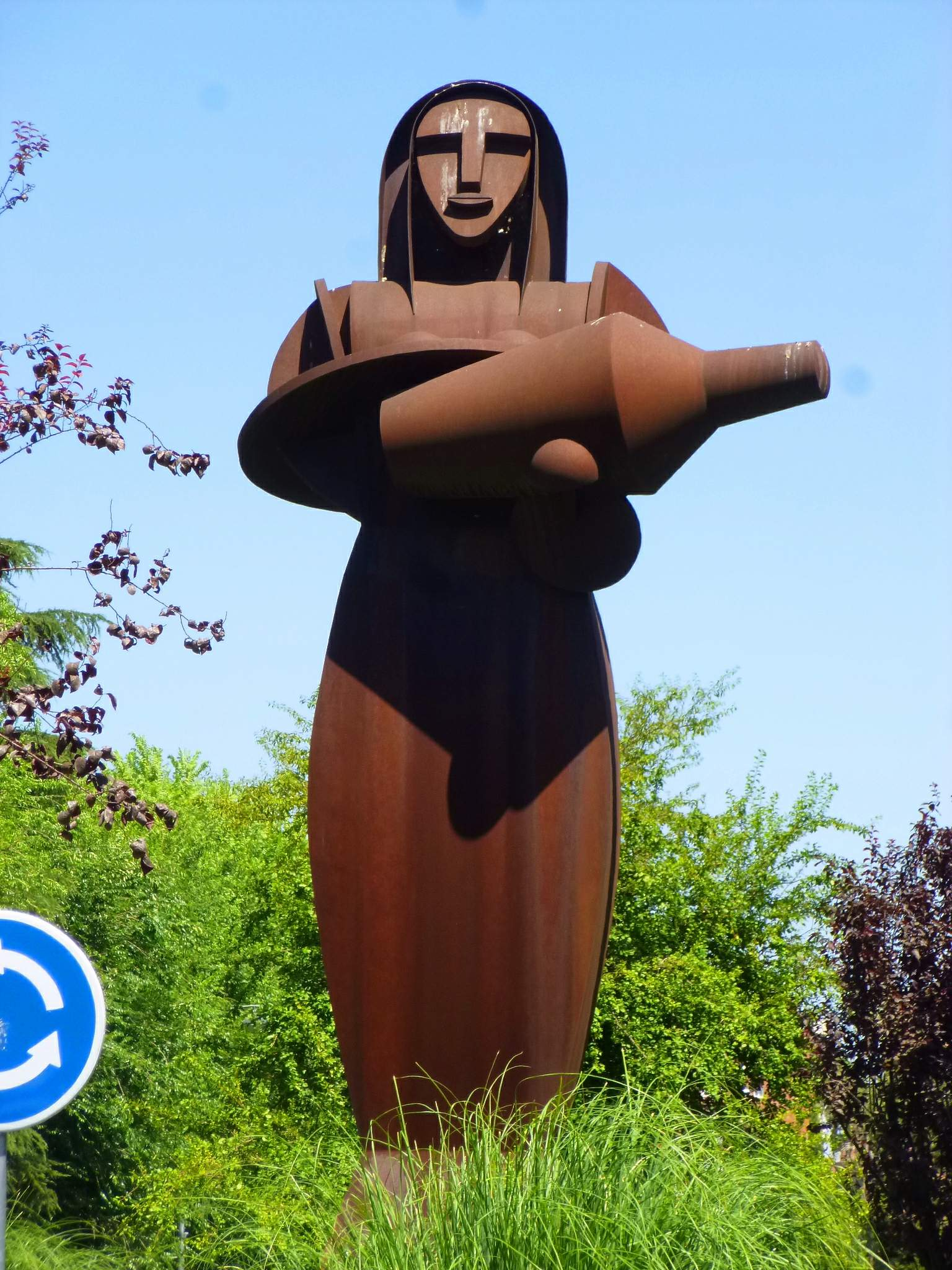
Escultura la Aguadora, 1999

Fernando Bellver Chango (Madrid, 26 de octubre de 1954) es un pintor español, representante del arte figurativo en España
Hijo de Félix Bellver Cardin y María Luisa Chango Leniz, es el menor de cuatro hermanos: María Luisa, José María y Félix.
Sobrino nieto del escultor Ricardo Bellver (autor del Ángel Caído instalado en el madrileño parque del Retiro) y descendiente del también escultor Mariano Bellver y Collazos, hijo a su vez de Francisco Bellver y Llop, de origen valenciano, que estudió en la Academia de San Fernando de Madrid.
En 1967 con 13 años ingresa en la Escuela de Artes y Oficios de Madrid (C/Don Ramón de la Cruz) donde recibe clases de dibujo y escultura durante cinco años.
En 1972 realiza su primera exposición en la librería Antonio Machado de Madrid. Durante estos años trabaja como dibujante para las editoriales Bruño, Mondadori, Santillana y Anaya así como para la realización de carteles para películas y discos.
En 1975 se casa con Ángeles Perez Gómez, y en el 1976 entra en el Taller de Dimitri Papageorgio donde estudia las técnicas de grabado al aguafuerte.
En 1976 el pintor José Luis Verdes le presenta a Gonzalo Cabo de la Sierra director de la galería Esti_Arte de Madrid e inician una relación de trabajo con diferentes exposiciones en la galería y acudiendo durante los siguientes años con stands individuales y colectivos a la feria de ARCO a partir del 1982.
Recibe la beca del Ministerio de Asuntos Exterios Noruego para trabajar en el Atellier Nórd junto a Anne Breivik.
En 1982 es nombrado Sustituto de la Academia de España en Roma.
En 1982 ficha por la galería Fefa Seiquer de Madrid donde realiza diferentes exposiciones hasta que en 1988 pasa a trabajar con la galería Juana Mordó en la que realiza distintas exposiciones y acude a ferias nacionales e internacionales. Al cambiar la galería de sede y nombre y pasarse a llamar Helga de Alvear pasa a trabajar con la galería Max Estrella de Madrid.
En 1982 monta junto a su mujer Ángeles Perez, Fructuoso Moreno y Arturo G.Armada el taller Mayor 28 en el mismo número y calle de Madrid. A él acuden a trabajar artistas de la talla de Rafael Canogar, Francisco Farreras, Joan Miró, Manuel Rivera, Lucio Muñoz, Amadeo Gabino, José Guerrero, Martín Chirino, Jaume Plensa, Andrés Nagel, Dis Berlín, Albert Ràfols-Casamada, Joan Hernández Pijuan, Guillermo Perez Villalta, Juan Genovés, Pelayo Ortega, Hernán Cortés Moreno, Luis Eduardo Aute, Eduardo Arroyo.
En este tiempo el Taller Mayor 28 crea distintos talleres en diferentes partes del mundo como el montado en Los Llanos de Aridane y en la ciudad de San Fernando en Venezuela.
En 1985 es invitado al Impact Art Festival de Tokio, y como profesor por la Universidad de Texas en Austin.
En 1988 comienza su colaboración con Gonzalo Diaz director de la Sala Conca de Tenerife.
En 1991 es invitado por el gobierno Egipcio para realizar una serie de grabados para la Expo 92.
Acude invitado a la Exposición Universal de Hannover 2000 con la instalación ZU.
Durante los años de actividad del Taller Mayor 28 se realizaron en el exposiciones de los citados artistas más los fotógrafos Isabel Muñoz, Chema Madoz, Rafael Sanz Lobato etc.
En 2010 cierra el taller a la muerte de Arturo G. Armada y monta junto a la «Fundación Artsur». Archivado desde el original el 7 de marzo de 2016. Consultado el 9 de marzo de 2015. el taller La Sirena en la ciudad de Granada en Nicaragua.
Ha realizado esculturas monumentales para Leganés y Los Llanos de Aridane.

## Premios
- 1982 Premio de Grabado Carmen Arozena
- 1987 Medalla de Plata en la Bienal de Grabado de Ljubljana. Yugoeslavia
- 1988 Medalla de Oro en la III Bienal de El Cairo, Egipto
- 1994 Medalla de Oro en I Bienal de Alejandría, Egipto
- 1996 Homenaje de la feria de obra seriada Estampa[1]
- 2008 «Premio Nacional de Gráfica».[2]